# Így írtok ti
„Célozni tanulnak a katonák egy káplár vezetése mellett. Nem valami fényesen megy a dolog. A káplár dühösen szidja regrutáit, aztán kikapja a puskát egyiknek a kezéből, mikor éppen megint elhibázta.

– Szamarak – kiabál a káplár –, tudtok ti lőni! Adjátok ide azt a puskát! Ide nézzetek!

Céloz, és hetykén lő. De nem talál.

Egy percre zavarba jön. Aztán mérgesen rámordul az egyik katonára:

– Így lősz te!

Megint céloz. Nem talál. Egy másikhoz fordul:

– Így lősz te!

És így tovább. Végre kilencedszer talál. Mellére üt:

– És így lövök én!

A kilencedik lövés még késik. A káplár keze még reszket, de szemei egy árnyalattal talán már tisztábban látják a célt.”

K. F.
Az Így írtok ti Karinthy Frigyes 1912-ben megjelent stílusparódiája, amely a szerzőt egycsapásra ismertté tette. A műfaj klasszikusa, és a későbbi irodalmi paródiákat írók számára példává és mércévé vált.
Bár maga Karinthy inkább irodalmi karikatúraként minősíti alkotásait, és ezzel egyszersmind meg is különbözteti őket a paródiáktól.
A kávéházi játékokból, nemzedéktársainak kigúnyolásából született karikatúrasorozat a későbbiekben még bővült, és már nemcsak magyar szerzők műveinek, modorának torzképe volt, hanem a világirodalom egyes szerzői és különböző műfajok is belekerültek.